# Feuer-Pferd
Das Feuerpferd oder Feuer-Pferd (Bingwu, chinesisch 丙午, Pinyin bǐngwǔ, oder japanisch ひのえうま Hinoe uma) ist das 43. Jahr des chinesischen Kalenders (siehe Tabelle). Es ist ein Begriff aus dem Bereich der chinesischen Astrologie und bezeichnet diejenigen Mondjahre, die durch eine Verbindung des dritten Himmelsstammes (丙,  bǐng, Element Feuer und Yang) mit dem siebten Erdzweig (午,  wǔ), symbolisiert durch das Pferd (馬 / 马,  mǎ) charakterisiert sind.
Nach dem chinesischen Kalender tritt eine solche Verbindung alle 60 Jahre ein. Das letzte Feuerpferdjahr begann 1966 und dauerte wegen der Abweichung des chinesischen vom gregorianischen Kalenderjahr vom 21. Januar 1966 bis 8. Februar 1967. Das nächste Feuer-Pferd-Jahr wird am 17. Februar 2026 beginnen und am 5. Februar 2027 enden. 
Im Einflussgebiet der chinesischen Astrologie, das sich heute nicht mehr auf Bevölkerungsteile in Ostasien beschränkt, sondern infolge von Migration auch in der westlichen Welt ausgebreitet hat, gelten Feuerpferd-Jahre als besonders ereignisträchtig im guten wie auch und besonders im bösen Sinn, weshalb zum Beispiel das große Erdbeben von San Francisco im Jahr 1906 mit dieser Konstellation in Verbindung gebracht wurde.
Nach einer traditionellen, bis heute verbreiteten Vorstellung bringen Frauen, die in einem Feuerpferd-Jahr geboren werden, Unheil über die eigene Familie und über die ihres Ehemannes und gelten deshalb als besonders schwer zu verheiraten. Einer Untersuchung von Kanae Kaku zufolge kam es deshalb 1966 in Japan zu einem signifikanten Anstieg der Abtreibungsrate und der Sterblichkeitsrate weiblicher Neugeborener, die als Hinweis auf mögliche Fälle einer durch diesen Aberglauben motivierten Kindstötung zu bewerten sei. Auch brach in Japan im Jahr 1966 die Zahl der Neugeborenen um ca. 500.000 ein. Das entspricht einem Abfall um etwa 25 % zum Niveau der Vorjahre. Bereits im Folgejahr 1967 wurde das alte Niveau wieder erreicht.

## Feuerpferd-Jahre
Im chinesischen Kalenderzyklus ist das Jahr des Feuer-Pferdes 丙午 das 43. Jahr. (am Beginn des Jahres Holz-Schlange 乙巳)
| Liste der Feuer-Pferd-Jahre des 60-Jahres-Zyklus (Ende des Zyklus – bei Zählung vom 1. Regierungsjahr Huángdì) (Beginn des Zyklus – bei Zählung vom 61. Regierungsjahr Huángdì)            |              |              |              |              |              |              |              |              |              |              |
| Zykl. | 0            | 1            | 2            | 3            | 4            | 5            | 6            | 7            | 8            | 9            |
| 0 | 2655 v. Chr. | 2595 v. Chr. | 2535 v. Chr. | 2475 v. Chr. | 2415 v. Chr. | 2355 v. Chr. | 2295 v. Chr. | 2235 v. Chr. | 2175 v. Chr. | 2115 v. Chr. |
| 10 | 2055 v. Chr. | 1995 v. Chr. | 1935 v. Chr. | 1875 v. Chr. | 1815 v. Chr. | 1755 v. Chr. | 1695 v. Chr. | 1635 v. Chr. | 1575 v. Chr. | 1515 v. Chr. |
| 20 | 1455 v. Chr. | 1395 v. Chr. | 1335 v. Chr. | 1275 v. Chr. | 1215 v. Chr. | 1155 v. Chr. | 1095 v. Chr. | 1035 v. Chr. | 975 v. Chr.  | 915 v. Chr.  |
| 30 | 855 v. Chr.  | 795 v. Chr.  | 735 v. Chr.  | 675 v. Chr.  | 615 v. Chr.  | 555 v. Chr.  | 495 v. Chr.  | 435 v. Chr.  | 375 v. Chr.  | 315 v. Chr.  |
| 40 | 255 v. Chr.  | 195 v. Chr.  | 135 v. Chr.  | 75 v. Chr.   | 15 v. Chr.   | 46           | 106          | 166          | 226          | 286          |
| 50 | 346          | 406          | 466          | 526          | 586          | 646          | 706          | 766          | 826          | 886          |
| 60 | 946          | 1006         | 1066         | 1126         | 1186         | 1246         | 1306         | 1366         | 1426         | 1486         |
| 70 | 1546         | 1606         | 1666         | 1726         | 1786         | 1846         | 1906         | 1966         | 2026         | 2086         |
| 80 | 2146         | 2206         | 2266         | 2326         | 2386         | 2446         | 2506         | 2566         | 2626         | 2686         |
| Hinweis: Die laufende Nr. des Zyklus ergibt sich aus der Zeilen-Nr. addiert mit der Spalten-Nr. Beispiel: Das Feuer-Pferd-Jahr des 35. Zyklus (Zeile 30 + Spalte 5) entspricht 555 v. Chr. |              |              |              |              |              |              |              |              |              |              |